# FAME Studios

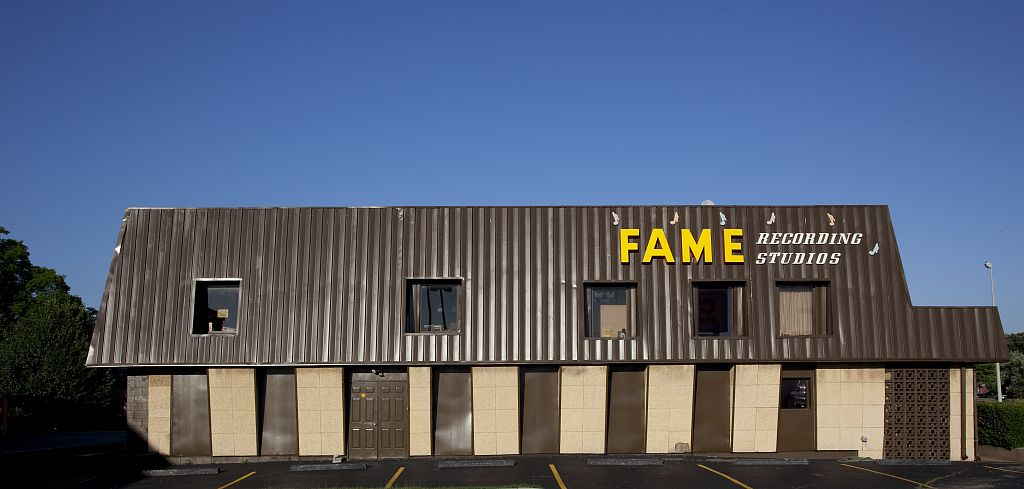
De FAME-studio's op Avalon Avenue

FAME (Florence Alabama Music Enterprises) Studios is een opnamestudio, opgericht in 1959 en gevestigd op 603 East Avalon Avenue in Muscle Shoals, een klein plaatsje in het noorden van Alabama, net ten zuiden van Florence aan de rivier de Tennessee. Het gebied rondom Florence en Muscle Shoals staat bekend als The Shoals, en heeft zijn naam gegeven aan het geluid van de vele hits die er opgenomen zijn, beter bekend als de Muscle Shoals sound.

## Beginjaren
De studio werd opgericht door James Joiner en Tom Stafford als SPAR Music, dat stond voor Stafford Publishing And Recording. Met behulp van Rick Hall (Tishomingo County, 31 januari 1932 – Muscle Shoals, 2 januari 2018) en Billy Sherrill (Phil Campbell Alabama, 5 november 1936 – 4 augustus 2015) bouwden zij een opnamestudio boven de winkel van Stafford senior in Florence en richtten zij de muziekuitgeverij FAME op.
Rick Hall was basgitarist, Billy Sherril was saxofonist in de R&B-band The Fairlanes van zanger Dan Penn.
Als mentor werd Rick Hall geadviseerd door Sam Phillips, oprichter van de Sun Studio.
In 1960 namen zij Sally Sue Brown op van Arthur Alexander, waarmee zij de aandacht trokken.

## 60-er jaren
In 1961 kwam het tot een breuk tussen de oprichters, Stafford behield de Spar Studio, Sherrill verhuisde naar Nashville, Hall behield de naam FAME.
In 1961 - nog in de oude studio boven de winkel van Stafford senior - werd You Better Move On van Arthur Alexander opgenomen, dat plaats 24 van de Billboard Hot 100 bereikte. Sessiemuzikanten waren Norbert Putnam (bas), David Briggs (piano), Jerry Carrigan (drums), Earl "Peanut" Montgomery en Terry Thompson (gitaar). You better move on werd vele malen gecoverd, waaronder in 1962 door Bobby Vee en IN 1964 door zowel The Hollies als The Rolling Stones.
Door dit succes was Hall in staat de grotere studio in Muscle Shoals te bouwen. Hij begon ook het platenlabel FAME. De eerste hit, die in de nieuwe studio in 1963 door Hall met zijn vriend, songwriter Dan Penn opgenomen werd was een overspelig liedje Steal Away van Jimmy Hughes.

### De Swampers
In 1965 verliet de eerste studioband van Fame uit onvrede over de lage betaling en vertrok naar Nashville, Tennessee om een eigen studio te beginnen. Hall formeerde een nieuwe studioband bestaande uit Jimmy Johnson (gitaar), Roger Hawkins (drums), Barry Beckett (keyboard) en David Hood (bas). Later zouden ook onder meer Spooner Oldham, Donnie Fritts en Pete Carr deel uitmaken van deze studioband. Zij noemden zich "The Muscle Shoals Rhythm Section", maar zouden beter bekend worden als The Swampers , een bijnaam die hen werd gegeven door Leon Russell.
In 1969 besloten de Swampers om voor zichzelf te beginnen met de Muscle Shoals Sound Studio op 3614 Jackson Highway in het nabij gelegen Sheffield.

### Jerry Wexler
FAME was de eerste studio in Alabama waar zwarte muzikanten opnamen met een blanke studioband, terwijl pas kort daarvoor een einde was gekomen aan de rassenscheiding en waar nog steeds veel weerstand was tegen desegregatie. Dat de band achter de zwarte artiesten van Muscle Shoals blank was, was weinig bekend. Zo vroeg Paul Simon aan Al Bell, mede-eigenaar van Stax Records, of hij kon werken met de zwarte muzikanten die hadden meegewerkt aan diens I'll Take You There dat in 1972 werd uitgevoerd door The Staple Singers. Het antwoord van Bell zou zijn geweest That can happen, except these guys are mighty pale.
Hall sloot in 1965 een alliantie met Atlantic Records onder Jerry Wexler, die erg gecharmeerd was van de Muscle Shoals Sound.When a Man Loves a Woman van de in Florence als verpleger werkende zanger Percy Sledge werd de eerste nummer-1-hit uit Muscle Shoals in de Billboard Hot 100. Hiermee begon de relatie tussen FAME en Atlantic, geholpen door de in begin 1966 bekoelde relatie tussen Atlantic en Stax. Daarmee kwamen er ook artiesten van buiten de regio naar de Shoals, zoals Wilson Pickett die bij FAME in 1966 onder meer een cover opnam van Land of 1000 Dances. Pickett kon aanvankelijk niet overweg met Hall, die hij zag als peckerwood (redneck). Hall en de studioband waren op hun beurt zenuwachtig om voor het eerst direct voor de invloedrijke Wexler te spelen, waarbij het temperament van Pickett niet meehielp. Na de eerste dag waren echter zowel Wexler als Pickett onder de indruk en werden ook Mustang Sally en Funky Broadway opgenomen.
Wexler bracht daarna andere Atlantic-artiesten, waaronder Arthur Conley met Sweet Soul Music en in 1967 de net gecontracteerde Aretha Franklin, die bij Columbia Records slecht bescheiden succes had gekend en met Wexler terug wilde naar haar gospel-roots. Het plan was een nieuw album met Franklin bij FAME op te nemen, Wexler had geluidstechnicus Tom Dowd van Atlantic meegenomen. Na de opnamme van I Never Loved a Man the Way I Love You werd de opnamesessie echter abrupt afgebroken omdat Ted White, de man van Franklin, zich stoorde aan trompettist Melvin Lastie die zou flirten met Franklin. Daarna kwam het nog tot een vechtpartij tussen White en Hall, waarna de relatie tussen Hall en Wexler ten einde leek te zijn. Enkele dagen later belde Wexler om de ritmesectie van de studioband naar New York te laten komen om de rest van het album verder op te nemen in de Atlantic Studios op Broadway. Het album werd een groot succes hit met onder meer de Otis Redding compositie Respect.
Hall kwam daarna in contact met Leonard Chess van Chess Records die hem vroeg Etta James op te nemen. Dit moest haar comeback worden en daarvoor namen ze een nummer op van de lokale artiest Clarence Carter. Carter had het nummer uitgebracht als Tell Daddy, maar James maakte hier Tell Mama van. Het nummer werd een grote hit en betekende inderdaad haar comeback.

### Duane Allman
Duane Allman en zijn broer Gregg - beiden met Alabama-roots - speelden in de band Hour Glass, die na twee weinig succesvolle albums enkele nummers in de FAME-studio opnamen om hun platenlabel Liberty Records te overtuigen in een andere muziekstijl te spelen. Het label weigerde de nummers en kort daarna werd de band opgeheven. Een deel van de band bleef achter om in FAME als sessiemuzikant te spelen. Na enige tijd keerde ook Duane Allman terug en werd enige tijd de belangrijkste sessiegitarist bij FAME.
Zo stelde hij voor aan Wilson Pickett om Hey Jude van The Beatles te coveren. In deze periode begon Allman de muzikanten rond zich te verzamelen die later de The Allman Brothers Band zouden vormen.
Duane Allman speelde leadgitaar op Gambler's Blues van Otis Rush, maar is ook te vinden in de studio-opnames bij de Swampers.

## jaren 70-90
In 1969 sloten Hall en Capitol Records een overeenkomst, en namen in 1970 in de FAME-studio Candi Staton op met Stand By Your Man, een liedje geschreven door FAME-medeoprichter Billy Sherrill en Tammy Wynette.
George Jackson kwam bij FAME werken als producer, en had een hit met zijn compositie One Bad Apple met de Osmond Brothers.
In 1971 werd Rick Hall door Billboard tot producer van het jaar verkozen.
Nadat in 1972 de distributie-overeenkomst met Capitol was vervangen door een met United Artists Records stopt Hall met het opnemen voor zijn eigen platenlabel en concentreert zich op de studio.
In de loop van de 70-er jaren verschoof bij FAME het accent van R&b naar country, en bereikten een groot aantal opnames de country-hitlijsten met artiesten als Mac Davis, Bobbie Gentry, Jerry Reed, en de Gatlin Brothers. Ook beroemde artiesten als Paul Anka en Andy Williams kwamen naar de studio om albums op te nemen. Tammy Wynette en George Jones namen er een aantal duetten op.
Hall begon een nieuwe studioband samen te stellen, de Fame Gang met Clayton Ivey, Jesse Boyce, Freeman Brown, Harvey Thompson, Mickey Buckins, Ronnie Eades, Aaron Varnell, Harrison Calloway en Junior Lowe.
In de 80-er jaren nam Hall Jerry Reed, Gus Hardin, Larry Gatlin en T.G. Sheppard, Bettye LaVette en The Nightowls op, en samen met co-producer Robert Byrne ook toen onbekende lokale bands als Shenandoah.
In 1989 verkoopt Rick Hall zijn catalogus aan EMI en draagt de leiding van de studio over aan zijn zoons Rick jr., Mark en Rodney.
In 1996 bereikte “I Like It I Love It”, waarvan Mark Hall co-auteur was, de nummer 1-positie op de country charts.

## 21e eeuw
Na een stille periode is de studio vanaf 2005 weer volop in gebruik.
In 2007 werd de voor een Grammy genomineerde cd van Bettye LaVette The Scene of the Crime, geproduceerd door Patterson Hood en Drive-By Truckers, opgenomen. The Truckers steunden ook Lavette op de plaat, met bijdragen van David Hood en Spooner Oldham, van de originele studiohuisband, de Swampers.
Fame Sessions, het tweede album van de Nightowls, werd in september 2015 opgenomen in FAME Studios in samenwerking met David Hood en Spooner Oldham.
Het laatste album van Gregg Allman, Southern Blood (2017), werd in maart 2016 opgenomen in FAME. Andere artiesten die de afgelopen jaren bij FAME opnamen, zijn onder meer rive-By Truckers, Jason Isbell, Tim McGraw met zijn hit "I Like It, I Love It", The Dixie Chicks, George Strait, Martina McBride, Demi Lovato, Kenny Chesney, en Eli "Paperboy" Reed. Third Day namen hun laatste album, Revival, op in FAME in 2017. Meer recentelijk namen Roadside Glorious, Meg Williams, Big Daddy Wilson, en de Australiërs Murray Cook, The Soul Movers, Misty Blue en Lucie Tiger op in de FAME Studio.

## Overig
In 2014 kreeg Rick Hall een Grammy Trustees Award. In 2015 bracht hij zijn biografie uit: The Man from Muscle Shoals: My Journey from Shame to Fame.
Hall overleed op 2 januari 2018, op 85-jarige leeftijd, aan de gevolgen van prostaatkanker.